# Залужье (Львовский район)
Залужье (укр. Залужжя) — село в Городокской городской общине Львовского района Львовской области Украины.
Население по переписи 2001 года составляло 258 человек. В 2025 году население составляет 32 человека. Занимает площадь 4,74 км². Почтовый индекс — 81511. Телефонный код — 3231.